# Теорії гнучкої спеціалізації
Теорії гнучкої спеціалізації  (Flexible Production Theories) - економічні теорії. Ідеологи даного напрямку - Чарльз Ф. Сейбл (Charles F. Sabel) і Джонатан Цейтлін (Jonathan Zeitlin .
Ці теорії спираються на поняття виробничого режиму і методу організації промислового виробництва. Основними питаннями, досліджуваними в даних теоріях, є: 
- оцінка впливу на регіональний розвиток різних виробничих режимів;
- практика використання залучених фахівців;
- відносини з постачальниками;
- процес вертикальної інтеграції та дезінтеграції.

Розвиток розглядається не просто як кількісне зростання, але ще і як якісна зміна структури промисловості і конкурентних переваг (наприклад, перехід від мінімізації витрат і цінової конкуренції до конкуренції, заснованої на інноваціях, диференціації продукції та маркетингу, орієнтованого на окремі ринкові ніші). У пізніших дослідженнях увага акцентується на дослідженні впливу гнучкого виробництва на трудові відносини, оплату праці та відносини ринкової влади між великими і дрібними фірмами.
Головною рушійною силою розвитку розуміється зміна характеру попиту, який вимагає від фірм більшої мобільності.